# Burmeistera obtusifolia
Burmeistera obtusifolia är en klockväxtart som beskrevs av Franz Elfried Wimmer. Burmeistera obtusifolia ingår i släktet Burmeistera och familjen klockväxter. Inga underarter finns listade i Catalogue of Life.